# Chamaesphecia chalciformis
Chamaesphecia chalciformis је инсект из реда лептира - Lepidoptera , који припада породици стаклокрилаца - Sesiidae.

## Опис
Ово је ноћни лептир специфичног изгледа, карактеристичног за целу породицу Sesiidae. Предња крила су црвено-наранџаста са црним рубом и црним тачкама. Задње крило је провидно, што је карактеристика свих врста из ове породице.

## Распрострањење и станиште
У Европи се може наћи у Италији, Аустрији, Словачкој, на Балканском полуострву, даље на исток до Кавказа, и на Блиском истоку. У Србији је до 2021. забележена само у околини Босилеграда. Насељава топла станишта.

## Биологија
Одрасле јединке ове врсте су активне у летњим месецима. Активни су искључиво дању, када се могу видети док се хране по цветовима. Гусенице се хране дивљим ориганом (вранилова трава) - Origanum vulgare.

## Синоними
- Sphinx chalciformis Esper, 1804

- Sphinx chalcidiformis Hübner, [1806]
- Sesia prosopiformis Ochsenheimer, 1808
- Sesia halictiformis Herrich-Schäffer, 1846
- Sesia chalciformis f. caucasica Kolenati, 1846
- Sesia chalciformis var. expleta Staudinger, 1879